# Nuevo Génesis
Nuevo Génesis (en inglés, New Genesis) es un planeta ficticio que aparece en los cómics estadounidenses publicados por DC Comics. Apareció por primera vez en The New Gods #1 (febrero de 1971), escrito y dibujado por Jack Kirby. Como parte del mito del Cuarto Mundo, el planeta es el hogar de los heroicos Nuevos Dioses liderados por el sabio Alto Padre. Nuevo Génesis es la contraparte positiva de Apokolips, hogar de los malvados Nuevos Dioses liderados por el tirano Darkseid.
Nuevo Génesis es un mundo intacto e iluminado por el sol de bosques, montañas y cuerpos de agua. Los Nuevos Dioses habitan Supertown, una ciudad dorada que flota sobre la superficie del planeta. Tanto Nuevo Génesis como Apokolips existen en un plano de existencia diferente del Universo DC regular, ubicado cerca de la Fuente que originó a los Viejos y Nuevos Dioses.
Acceder a Apokolips o Nuevo Genesis generalmente requiere una forma de viaje conocida como «Boom Tube», un portal generado por un dispositivo conocido como Caja Madre. En algunas versiones, el Boom Tube en realidad convierte el tamaño de los individuos que pasan a proporciones que se ajustan al destino, es decir, cuando un Nuevo Dios pasa de Apokolips o Nuevo Génesis a la Tierra, se encogen de tamaño, mientras que alguien va en dirección contraria, se haría más grande. Si alguien de alguna manera llega al Cuarto Mundo por otros medios, descubrirá que sus habitantes son gigantes.

## Historia ficticia
Nuevo Génesis y su contrapartida oscura, Apokolips, fueron creados de la destrucción del mundo de los «Viejos Dioses». Nuevo Génesis y Apokolips están continuamente en guerra, lo que simboliza el enfrentamiento del bien y el mal a una escala mítica.
Nuevo Génesis es gobernado por un ser conocido como Alto Padre, un líder espiritual que mantiene la conexión de su gente con el campo de energía primario conocido como «La Fuente». El Alto Padre original, Izaya, falleció y fue reemplazado por el superhéroe terrestre Takion, un conducto vivo de la Fuente.

### Ragnarok
Tanto Apokolips como Nuevo Génesis fueron aparentemente destruidos en un conflicto final, similar al que destruyó el planeta natal de los Viejos Dioses, de acuerdo con la miniserie Seven Soldiers: Mister Miracle de Grant Morrison (2005).

## Habitantes
Hay dos tipos de habitantes de Nuevo Génesis. Los primeros son conocidos como los «dioses» o «Nuevos Dioses», la clase superior formada por una raza de poderosos inmortales que habita Supertown. La clase baja evolucionó de unas formas de vida microscópicas que fueron diseminadas en la superficie del planeta durante la guerra de los dioses y viven en la superficie del planeta. Existen prejuicios entre ambas clases, dado que se suele considerar a los dioses suelen como una especie superior.

### Necrópolis
La Necrópolis es un laberinto subterráneo situado en Nuevo Génesis que es el hogar de los Dreggs, últimos supervivientes de los viejos Dioses. Los Dreggs sobrevivieron a la destrucción de Urgrund, pero perdieron la memoria. Debajo de la Necrópolis están los Caminos Oscuros, un laberinto que fue la prisión de Sirius, uno de los últimos pocos supervivientes de los viejos Dioses, encerrado en la forma de un gran lobo. Sirius se sacrificó a sí mismo para salvar la vida de Orión (Orion #10, marzo de 2001). Aún más abajo existe una ciudad perfecta, llamada la Fábrica donde nacieron los Nuevos Dioses y emergieron a la superficie sin conocer nada de esto. Cérix es el encargado de organizar todo.
En la Necrópolis se han encontrado poderosos artefactos de los Viejos Dioses. Una espada encontrada en las ruinas de Asgaard dio a John Hedley poderes superhumanos que usó para vencer a Orión (New Gods #16, mayo de 1990). Kalibak descubrió el «Thunderbelt», un dispositivo que aumentaba su fuerza y resistencia. Nuevo Génesis también tiene muchas ciudades en ruinas de los tiempos de los Viejos Dioses, y Lonar encontró a su mítico caballo de guerra en una de estas ruinas.